# Эскердо, Хосе Мария
Хосе́ Мари́я Эске́рдо Сараго́са (исп. José María Esquerdo Zaragoza; 1 февраля 1842, Вильяхойоса — 30 января 1912, Мадрид) — испанский психиатр и политик. Последний глава Прогрессивно-республиканской партия. Депутат испанского Конгресса от провинции Мадрид.

## Биография

### Карьера врача
Хосе Мария Эскердо родился в семье небогатых фермеров. Осиротев в возрасте одного года, он вместе с семью своими братьями и сёстрами был отдан на попечение дяде по материнской линии. Получив 14 июня 1865 года в Валенсии степень бакалавра по психиатрии, он устроился переписчиком в нотариальную контору. Работу у нотариуса он совмещал с практическим обучением в классах Педро Маты-и-Фонтанета в мадридском госпитале Сан-Карлос.
В 1868 году он работая хирургом в мадридской больнице получил от министра развития временного правительства и своего друга Мануэля Руиса Соррильи предложение стать обладателем звания профессора. От учёного звания Эскердо отказался, но взамен согласился возглавить в бесплатной школе кафедру общей патологии и психических заболеваний, во время работы на которой, стало известно о его увлечении френологией.
Несмотря на симпатию к псевдонаучной теории, Эскердо смог подговить на своей кафедре таких специалистов, как: Хаиме Вера, Антонио Эспина-и-Капо, Мануэль Толоса Латоур, Карлос Кортесо, Симон Эргета-и-Мартин и Анхель Пулидо Фернандес. Этому способствовали принятые им на кафедре нововведения: разделение на группы по двадцать человек, во главе с самым выдающимся учеником предыдущего курса, свобода отступать от существующих догм, учреждение практической клиники.
20 мая 1877 года он открыл в Карабанчеле психиатрическую больницу. При её создании Эскердо в первую очередь заботился о комфорте пациентов и персонала. К расположенной в сосновой роще группе зданий были пристроены театр и библиотека, а также в непосредственной близости от главного корпуса были разбиты большие огороды. В летнее время он переводил больных из этой больницы в санаторий «El Paradis» (рус. Райский уголок), находящийся в его родном городе, где в качестве трудотерапии пациенты занимались сельскохозяйственными работами.
Также Эскердо входил в группу медиков, которые переводили на испанский язык зарубежную литературу по психиатрии и нейропсихиатрии, в частности он переводил с французского труды Жозефа Гислена.

### Политическая деятельность
Социальное неравенство и проблемы в сфере образования побудили Эскердо присоединиться к Прогрессивно-республиканской партия, в которую уже входили его друг Мануэль Руис Соррилья, его учитель Педро Мата-и-Фонтанет и его ученик Хаиме Вера.
Первым политическим успехом для него стала его победа в мадридском избирательном округе на выборах 1893 года, вследствие чего на протяжении двух лет он занимал место в испанском Конгрессе. После смерти Руиса Соррильи в июне 1895 года Эскердо Сарагосе пришлось возглавить республиканскую партию.

## Память

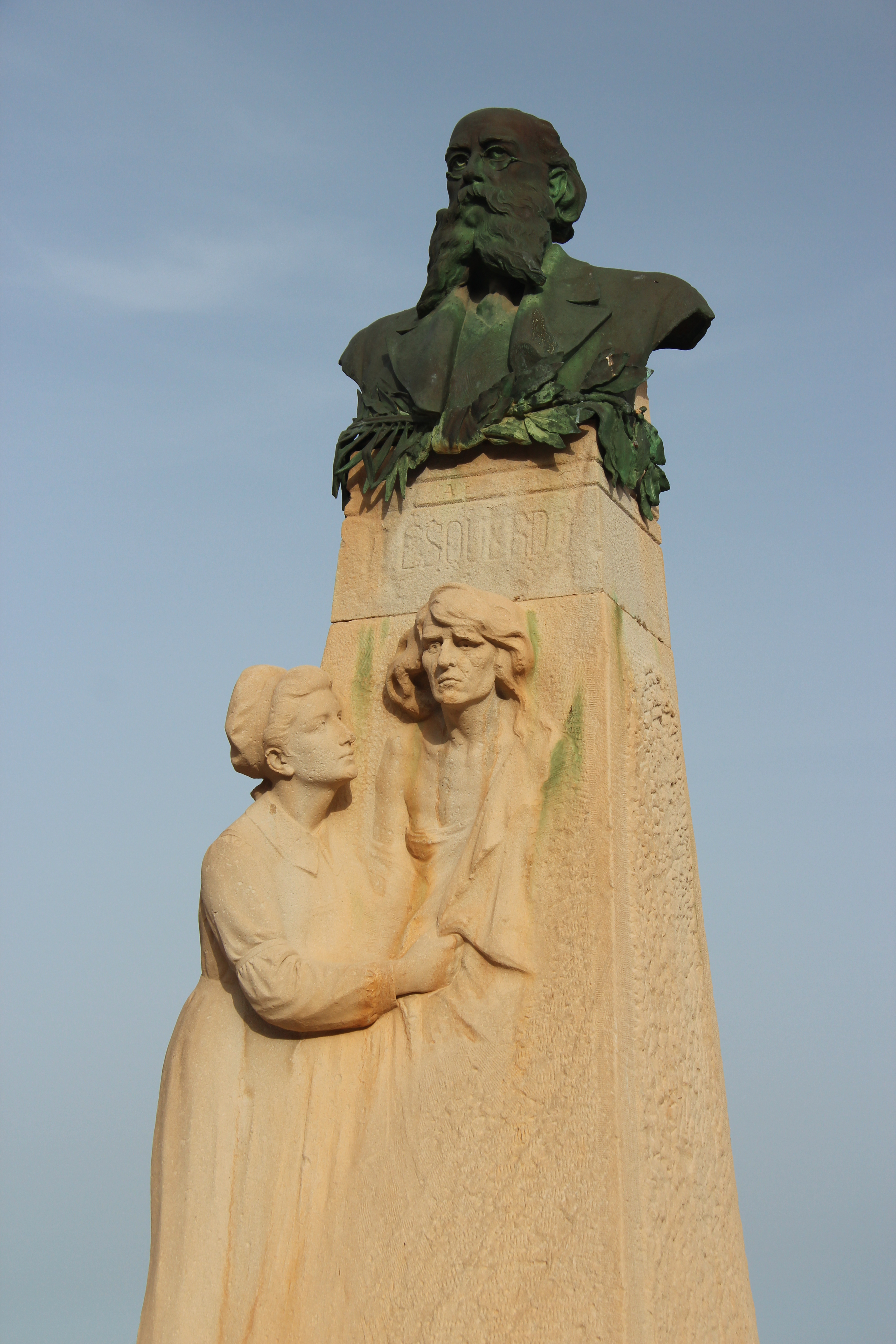
Бюст Хосе Марии Эскердо на памятнике в Вильяхойосе

В Вильяхойосе в 1915 году скульптором Педро Истани был воздвигнут Памятник Хосе Марии Эскердо, который вскоре был признан объектом местного значения.
В 2002 году был создан Фонд Эскердо, который ежегодно выделяет гранты на научно-технические исследования в области медицины, разработку социальных проектов, а также на изучение и популяризацию персоны Хосе Марии Эскердо Сарагосы.